# Вероника (певица)
Вижте пояснителната страница за други личности с името Вероника.
Вероника Людмилова Атева-Шкетиева, по-известна само като Вероника, е българска попфолк певица.

## Биография
Родена е в град Павликени, но израства във Велико Търново. Първата ѝ певческа изява е в ансамбъл „Българче“.

## Дискография

### Студийни албуми
- Принцеса на вятъра (2001)
- Искам те завинаги (2004)
- 13 (2006)
- Адреналин (2007)

### Компилации
- Single + Best Collection (2006)

## Изяви
През 2005 г. участва в турнето „Планета Прима 2005”.
През 2006 г. е специален гост на концерта „Планета Мура Мега” в София.

## Награди
2002 – Награда на ТВ „Планета” за песента „Българи” („Пирин фолк”)
2003 – Награда на спонсора за песента „Стъклен свят” („Тракия фолк”)
2003 – Награда за дебютен клип за „Бяла съм сега” (Годишни награди на ТВ „Планета”)
2005 – Най-проспериращ млад изпълнител (Награди на списание „Нов фолк”)
2006 – Клип на годината за „Сериен лъжец” (Годишни награди на ТВ „Планета”)
2007 – Най-артистично присъствие на изпълнител във видеоклип за "На добър час" (Годишни награди на ТВ „Планета”)
2007 – Награда на "Стъклен свят"